# Ernst Sagebiel
Ernst Sagebiel (2 de octubre de 1892, Braunschweig,Brunswick - 5 de marzo de 1970, Baviera) fue un arquitecto alemán.

## Trayectoria

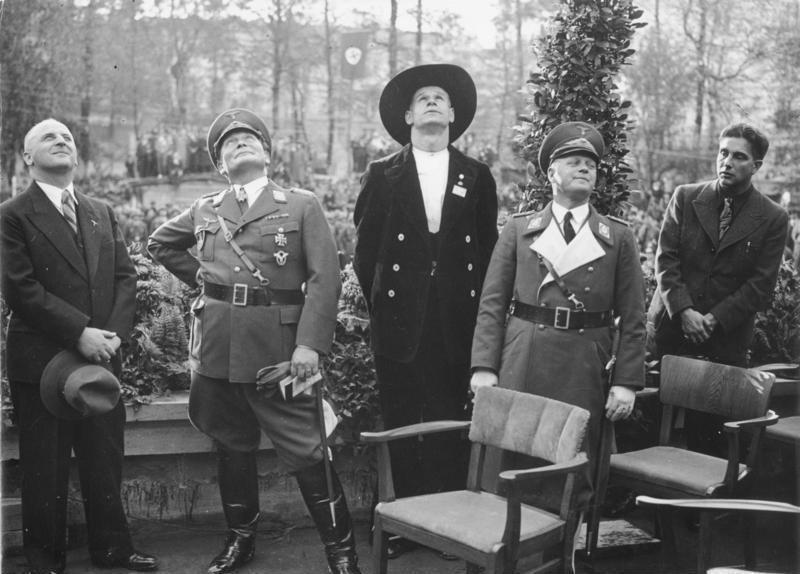
Ernst Sagebiel, Göring, Erhard Milch, (1935)

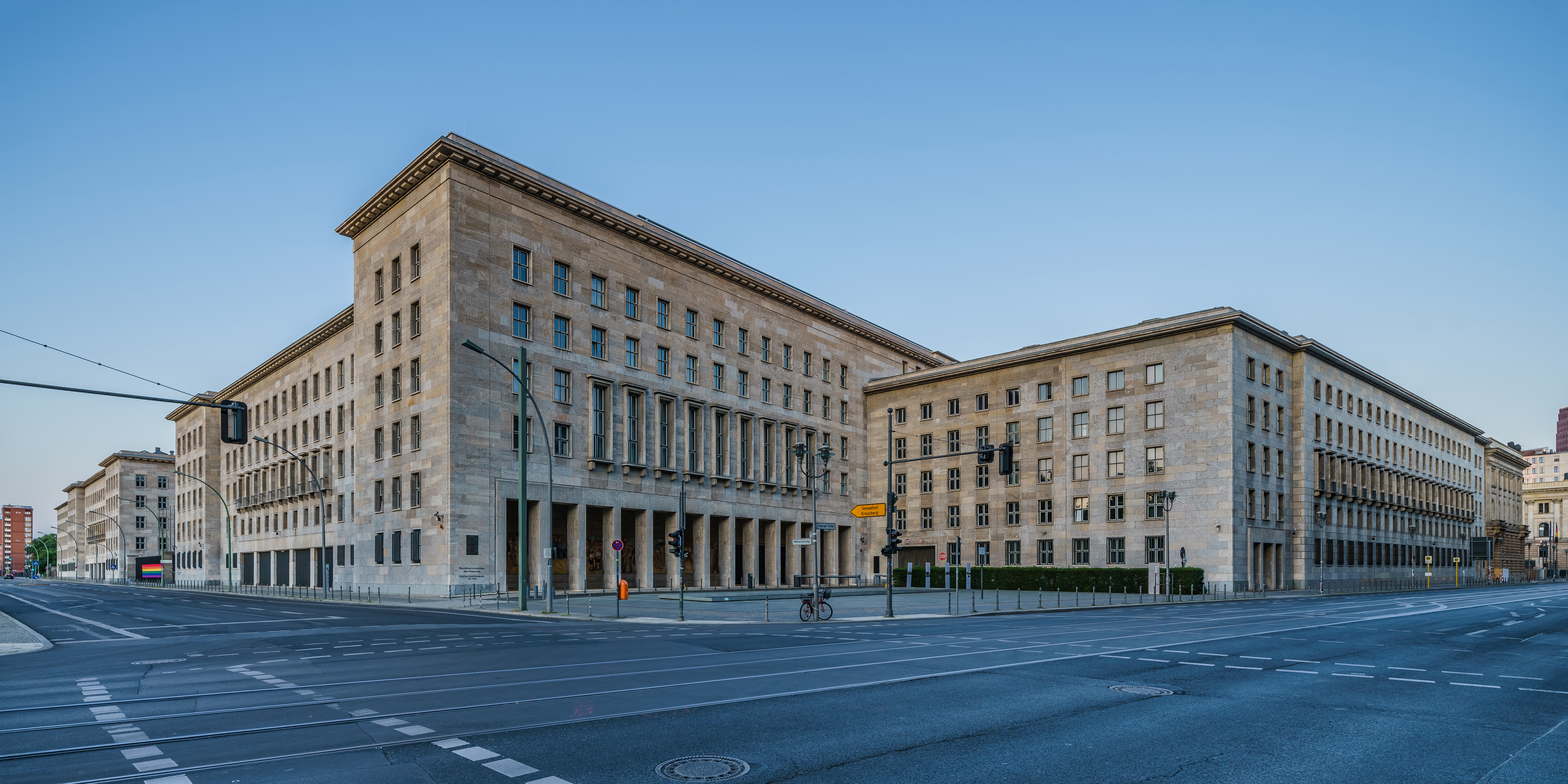
El anterior Reich edificio de Ministerio del Aire, el cual ahora alberga el Ministerio de Economía alemán

Sagebiel fue hijo de un escultor, y después de su inicio formativo en Abitur en 1912, inició sus estudios en arquitectura en la Universidad Técnica de Brunswick. Finalizó sus estudios en 1922, tras el parón que supuso su participación en la Primera Guerra Mundial, y una estancia en un campo de prisioneros de guerra. En 1924, se unió al estudio de arquitectura de Jakob Körfer situado en Colonia (Alemania). En 1926 hizo su doctorado. En 1929, Sagebiel tomó un trabajo en Berlín como director de proyecto y director ejecutivo en el estudio del arquitecto Erich Mendelsohn, pero en 1932, dejó este trabajo por la situación causada por la Gran Depresión en Alemania en aquel tiempo. Trabajó como capataz de obra.
Después de que Adolf Hitler y los nazis tomaran el poder en 1933, Sagebiel solicitó ser miembro en el Partido Nacionalsocialista Obrero Alemán y se convirtió en miembro del Sturmabteilung (SA). 
Ya en 1933, Sagebiel, por sugerencia de su hermano, se formó en la Deutsche Verkehrsfliegerschule ("Escuela de pilotos Comerciales Alemanes"), que era una organización involucrada más con la fuerza aérea de Alemania, que con los vuelos comerciales. A partir de 1934, se le asignó la planificación y la supervisión de la construcción de numerosos cuarteles (milicia) de la Luftwaffe (en Döberitz, Berlín-Gatow, RAF Gatow y Kladow, por nombrar algunos) como Director de la unidad de obras especiales.  
Sagebiel  diseñó edificios austeros, a veces comparados con el estilo de Albert Speer, en cuanto a que las líneas clasicistas, formaban volúmenes compactos, con líneas definidas. Fue descrito como "Luftwaffe moderno", por su asociación y cercanía con el Luftwaffe. Con su edificio más temprano, el del  Ministerio del Aire del Reich para Hermann Göring, el cual define tendencias clásicas con anterioridad a las obras que Albert Speer después utilizara en sus obras para los edificios Nacional Socialistas, unas formas arquitectónicas que Sagebiel inició como una tendencia que sería reconocible durante el Tercer Reich. De 1938, directamente subordinado al Ministro del Aire, Hermann Göring, y así entraron en contacto con el Reich la mayoría de arquitectos importantes. En el mismo año, fue Catedrático universitario en la Universidad Técnica de Berlín.

## Proyectos seleccionados
- Columbushaus, Berlín, administración de Proyecto para Erich Mendelsohn
- Reichsluftfahrtministerium, Berlin 1934 – 1935
- Tempelhof Aeropuerto internacional, Berlina 1935 – 1941
- Aeropuerto de Stuttgart
- Aeropuerto Múnich Riem
- Bücker Trabajos de aeronave, Rangsdorf
- Centros de ministerio de Aire regionales en Kiel, Königsberg y Münster
- Luftwaffe Escuelas en Berlín-Gatow, Dresden y Potsdam-Wildpark.